# Cratere Van Maanen
Van Maanen è un cratere lunare di 46,42 km situato nella parte nord-occidentale della faccia nascosta della Luna.